# Paula Medín
Paula Medín López, "Alevín" (Cambre, 17 de junio de 1984), es una fisioterapeuta y jugadora de rugby española, olímpica en Río 2016. 
Juega en el CRAT de La Coruña y es internacional con selección femenina de rugby de España de rugby 15 y rugby 7. Fue campeona de Europa en 2010 en Estrasburgo, y participó en los Juegos Olímpicos de Río de Janeiro en 2016.  

## Trayectoria

### CRAT
Paula Medín empezó a jugar al rugby bajo la influencia de su hermana y una amiga cuando estudiaba en el instituto. Jugadora del CRAT desde 2001, con el club coruñés consiguió el título de liga de la División de Honor Femenina de Rugby en la temporada 2014-15, superando al Getxo Rugby Taldea por 39 a 5 en la final disputada en Gijón. El CRAT quedó subcampeón en las temporadas 2010-11, 2011-12 y 2013-14. A los éxitos conseguidos en la máxima competición nacional se suman también los obtenidos a nivel gallego, con los campeonatos de liga de Galicia de 2010, 2011, 2012, 2013, 2014 y 2015, y los títulos de Copa de la Xunta de 2010, 2011, 2012, 2013., 2014 y 2015. En la modalidad de rugby a siete ganó el título de la Serie Nacional en 2011. 

### Selección Española
Paula Medín disputó 44 partidos con la selección femenina de rugby de España. Paula debutó con la Selección femenina de rugby de España el 28 de abril de 2007 en un partido de la Eurocopa disputado en el Estadio Central de Madrid contra Italia .
Participó en los Campeonatos de Europa de 2007, 2008, 2009, 2010 y 2011. En el torneo de 2010 disputado en Metz y Estrasburgo (Francia), Disputó tres partidos, incluida la final en la que España consiguió el título continental al derrotar a Italia por 31 a 13. Al año siguiente se disputó en Galicia la Eurocopa. Paula disputó tres partidos, incluida la final, que se disputó en el Estadio Universitario de Elviña, en La Coruña, y en la que España perdió 5 a 3 contra Inglaterra .
En 2013 Paula disputó tres partidos de clasificación para la Copa Mundial de Rugby Femenina del año siguiente, logrando tres victorias y clasificándose. En el partido del Mundial que se disputó en Marcoussis y París (Francia), la selección española acabó en novena plaza. Paula jugó cinco partidos, y fue la capitana del equipo en el partido contra Kazajistán .
El último partido disputado por Paula Medín con la selección española fue el 19 de diciembre de 2015 contra Hong Kong. Se trataba de un encuentro amistoso de preparación para la Eurocopa que de 201. En ese encuentro sumó dos de los cinco tries que ha marcado con la selección.

### Selección Española de rugby 7
Paula Medín debutó con la selección femenina de rugby 7 de España el 16 de julio de 2011 en el Campeonato de Europa celebrado en Bucarest. En diciembre fue convocada nuevamente para formar parte del equipo que disputó el torneo de Dubái, el cual formó parte de la Challenge Cup. A partir de entonces se convirtió en jugadora habitual de la selección nacional de rugby a siete.
Participó en los torneos de Ameland y Moscú de la serie europea de 2012 (4.° y 2.° lugar) y luego debutó en la Serie Mundial de Rugby Sevens Femenino 2012-13 participando en los torneos de Dubai y Ámsterdam. España terminó en noveno lugar.
En 2013 disputó el torneo de Marbella perteneciente al European Grand Prix Series (3er puesto), y el siguiente evento fue la Copa del Mundo de Rugby 2013 que se llevó a cabo en Moscú. Allí el equipo obtuvo un 4.º puesto muy positivo.
Paula Medín estuvo ausente de la selección de rugby a siete durante toda la temporada 2013-14, en parte por culpa del XV mundial de rugby que se disputó en 2014 pero principalmente por una grave lesión en la rodilla con rotura del ligamento cruzado anterior. Las lesiones de rodilla han mantenido a Paula Medín fuera de los terrenos de juego en varias ocasiones. 
Después del mundial de rugby 15, el regreso a la selección de rugby 7 en la temporada 2014-15 tenía un objetivo claro, la clasificación para los Juegos Olímpicos de 2016, en los que la modalidad reducida del rugby haría su aparición. debut. En esa temporada participó en los torneos de Dubai, Sao Paulo, Atlanta, Langford, Londres y Ámsterdam de las Series Mundiales 2014-15 (9º puesto), en los torneos de Kazán y Brive de las Rugby Europe Sevens Championship 2015, y finalmente en un torneo de repesca en Lisboa para poder participar en el preolímpico de Dublín 2016. Antes del preolímpico Paula compitió en los torneos de Dubái, Sao Paulo, Atlanta y Langford World Series 2015-16, y finalmente en el preolímpico lograron la victoria y un lugar para participar en los Juegos Olímpicos.
Paula Medín fue una de las 12 jugadoras seleccionadas por el técnico José Antonio Barrio para competir en el torneo olímpico de Río de Janeiro en agosto de 2016, en el que la selección nacional logró un diploma olímpico al terminar en séptima posición. Este torneo supuso la despedida de Paula Medín de la selección femenina de rugby 7. Disputó 131 partidos en total con España de rugby 7.

## Galería

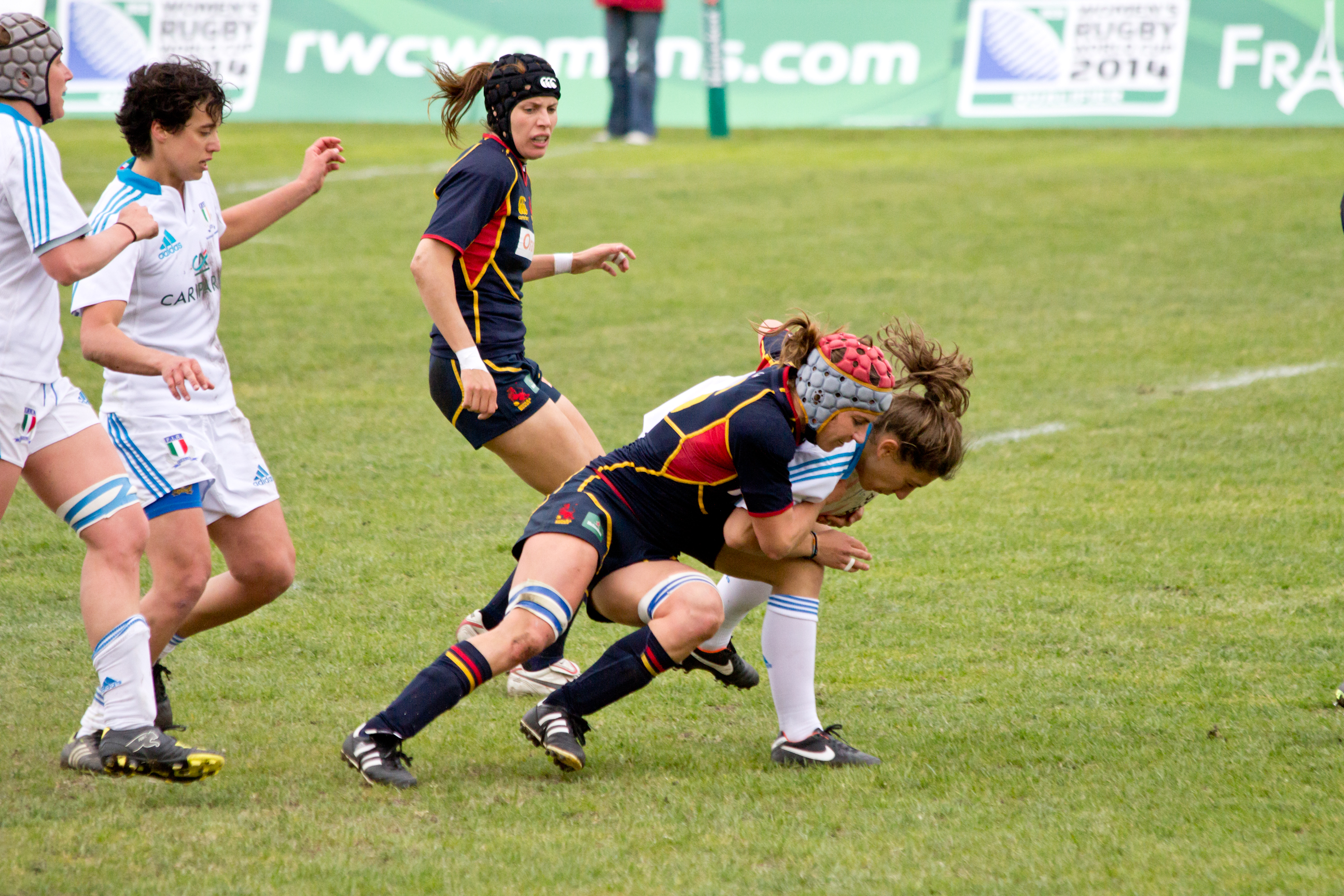
Paula Medín placa a una jugadora italiana delante de Vanesa Rial.
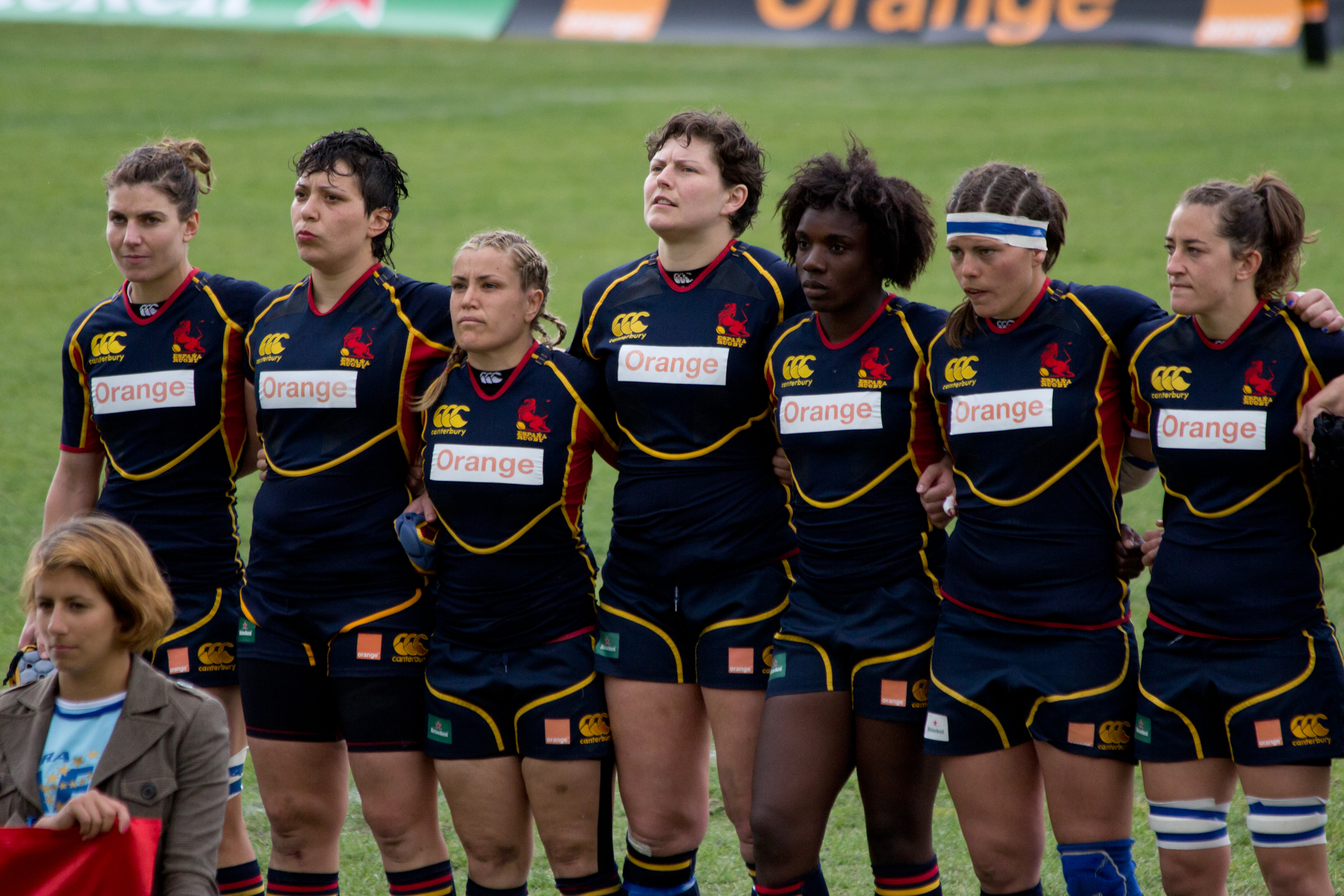
Paula Medín, primera por la izquierda, antes de un encuentro con España.